# امامزاده زکریا
امامزاده زکریا مربوط به دوره قاجار است و در سمنان، محله کدیور از محلات ثلاث سمنان واقع شده و این اثر در تاریخ ۱۷ اسفند ۱۳۸۱ با شمارهٔ ثبت ۷۶۲۹ به‌عنوان یکی از آثار ملی ایران به ثبت رسیده است.